# Arkham
Arkham (/ˈɑːrkəm/) es una ciudad ficticia creada por el escritor Howard Phillips Lovecraft situada en el estado de Massachusetts. Otros autores, como August Derleth siguieron usando dicha ciudad para sus creaciones literarias. El primer relato donde se menciona la ciudad es El cuadro en la casa (en inglés: «The Picture in the House») escrito el 12 de diciembre de 1920 y publicado por vez primera en verano de 1921.

## Localización
Se encuentra en la zona Nueva Inglaterra, más concretamente en Massachusetts, Estados Unidos. Se ha identificado con la ciudad real de Salem, aunque esta es mencionada también en los relatos. Gran parte de las obras de Lovecraft ocurren entre esta ciudad, Innsmouth y Dunwich, conocidos como el "triángulo de Lovecraft". Así, aunque no se da nunca un emplazamiento físico, puede suponerse que los tres lugares están cercanos.

## Lugares importantes
- La importancia fundamental de esta ciudad en los relatos es que en ella se encuentra la Universidad de Miskatonic, donde se encuentra un ejemplar del Necronomicón, grimorio creado por el autor mencionado en muchas de sus obras y también citado por otros autores. Además, en los relatos la Universidad de Miskatonic ha sido inversora de aventuras narradas en los relatos, o que el protagonista sea profesor de dicha institución.
- El periódico local se llama Arkham Advertiser.

## Arkham en otras ficciones
- Arkham House es el nombre de la editorial fundada por Derleth y que heredó los derechos de autor de Lovecraft.
- En el universo de DC Comics, concretamente en los cómics de Batman, el hospital psiquiátrico donde son recluidos los villanos con problemas mentales se llama manicomio de Arkham, en homenaje a la ciudad de Arkham. Nótese que en el Universo DC, la mayoría de las ciudades mencionadas son lugares falsos. El manicomio de Arkham fue creado por el psiquiatra Amadeus Arkham, quien se volvió loco tras el asesinato de su esposa e hija por uno de sus pacientes, y que terminó internado en el mismo lugar, donde también falleció. También existe una serie de videojuegos inspirados en el universo Batman llamados Batman: Arkham Asylum, Batman: Arkham City, Batman: Arkham Origins y Batman: Arkham Knight
- La novela Un grito en las tinieblas, tiene como protagonista a una mujer llamada Zárate Arkham cuya familia, la Familia Arkham, se encuentra vinculada a ritos satánicos.
- Arkham es el lugar donde acontecen los cuentos de la antología Arkham Tales (Editorial Chaosium, 2006).
- En la novela The Arcanum, Lovecraft en persona resuelve un caso de cultos de brujería en Arkham.
- En la novela The Atrocity Archives, un filósofo menciona su interés en Arkham por su "singular biblioteca".
- En la novela The Jennifer Morgue, la rama ocultista de la Inteligencia estadounidense tiene su cuartel en Arkham.
- Arkham aparece en la película The Haunted Palace de Vincent Price.
- En la película The Rage: Carrie 2, Arkham es el nombre del manicomio local.
- Arkham es el nombre del pueblo en la película Die, Monster, Die! de Boris Karloff, basada en El color que cayó del cielo.
- Arkham aparece en el episodio "The Collect Call of Cathulhu", de la serie de televisión animada The Real Ghostbusters.
- En cine y televisión, Arkham.tv, productora audiovisual independiente.
- En la música, Arkham Dream, banda mexicana de metal.
- To Arkham, banda paraguaya de Black Metal
- Arkham 3 fue el primer programa de ficción realizado por Federico Volpini en Radio 3 de España
- La ARCAM Corporation aparece en el manga Spriggan.
- El videojuego Bloodborne se desarrolla en una ciudad de aspecto gótico llamada Yharnam, lo cual es una referencia a la ciudad de Arkham. Teniendo en cuenta que todo el juego está plagado de referencias a Lovecraft, desde diseños de enemigos hasta el propio argumento, no se trata de una simple coincidencia.
- El juego de mesa Arkham Horror se basa en los Mitos de Cthulhu.
- Arkham es el escenario principal donde transcurre la novela "Necronomicón Z" (Dolmen, 2012) de Alberto López Aroca.
- Arkham es la ciudad donde a lo largo de sesenta años van trascurriendo los hechos en los relatos de la antología de terror "Arkham: relatos de horror cósmico" (Tyrannosaurus Books, 2012).
- En la película Re-Animator Beyond inspirado como continuación del relato de nombre homónimo de Lovecraft, la cárcel donde transcurren los hechos se llama cárcel de Arkham, dando a entender que los sucesos ocurren en dicha ciudad.
- En la película Bayonetta: Bloody Fate  donde bayonetta se encamina un viaje para re-descubrir su identidad y su pasado. Luchando contra las hordas de ángeles que se interponen en su camino, el viaje de Bayonetta la lleva a la aislada ciudad europea de Vigrid, donde se enfrenta a caras de su pasado y un misterio en relación con los Ojos del Mundo. Es en el camino donde se menciona a Arkham en un cartel que dice Vigrid 105 km y Arkham 66km.
- El videojuego Devil May Cry 3 el villano central tiene como nombre Arkham, siendo el principal desencadenador de los sucesos de la entrega, al manipular a los dos hermanos Dante y Vergil para abrir la puerta al inframundo mediante la Torre Temen-ni-gru y así obtener el poder de su padre Sparda.